# Holtug Sogn
Holtug Sogn er et sogn i Tryggevælde Provsti (Roskilde Stift).
I 1683-1911 var Holtug Sogn anneks til Magleby Stevns Sogn. Begge sogne hørte til Stevns Herred i Præstø Amt. Magleby Stevns-Holtug sognekommune blev senere delt, så hvert sogn dannede sin egen sognekommune. I 1962 gik både Magleby Stevns og Holtug frivilligt med i starten på Stevns Kommune, som blev dannet ved kommunalreformen i 1970.
I Holtug Sogn ligger Holtug Kirke.
I sognet findes følgende autoriserede stednavne:
- Bredeløkke (bebyggelse)
- Gjorslev (bebyggelse, ejerlav, landbrugsejendom)
- Gjorslev Bøgeskov (areal, bebyggelse)
- Holtug (bebyggelse, ejerlav)
- Holtuggård (landbrugsejendom)
- Kulstirenden (bebyggelse)
- Præsteskov (bebyggelse)
- Råby (bebyggelse, ejerlav)
- Råhoved Skov (areal, ejerlav)
- Skottehuse (bebyggelse)